# Кинеско-португалска декларација о питању Макаоа
Кинеско-португалска декларација о питању Макаоа или заједничка кинеско-португалска декларација је споразум између влада Португалије и НР Кине око статуса Макаоа. Пуни назив споразума је Заједничка декларација владе Народне Републике Кине и владе Португалске Републике о питању Макаоа. 
Декларација је потписана у марту 1987. године и установила је процес и услове о преносу власти над територијом Макаоа од стране португалске власти на власт НР Кине. Процес је сличан преносу суверенитета Хонгконга са Уједињеног Краљевства на Кину из 1997. године.